# 岩井戸温泉 (富山県)
岩井戸温泉（いわいどおんせん）は、富山県氷見市（旧国越中国）にある温泉。氷見岩井戸温泉およびひみ岩井戸温泉とも呼ぶ。

## 泉質
源泉は2箇所で氷見市宇波字戸屋に岩井戸温泉（1号井、深さ1,122m）と岩井戸温泉（2号井、深さ876m）が存在する。
- ナトリウム - 塩化物泉（1号井、2号井共通）[2]
  - 源泉温度は49.9℃（1号井）、54.2℃（2号井）[2]
  - 湧出量は毎分62.3L（1号井）、毎分122.0L（2号井）※いずれも動力揚水[2]
  - pHは7.64（1号井）、8.08（2号井）[2]
  - 溶存物質は10,413mg/kg（1号井）、7,587mg/kg（2号井）[2]

## 温泉街
富山湾に近い国道160号沿いに温泉街が広がる。
岩井戸温泉の源泉を利用しているのは、くつろぎの宿 うみあかり（旧氷見グランドホテルマイアミ）とうみあかりに付設する入浴施設〝潮の香亭〟がある。源泉のうち岩井戸温泉（1号井）をくつろぎの宿 うみあかり、岩井戸温泉（2号井）を別館〝潮の香亭〟が使用している。

## 歴史
虚空蔵菩薩に導かれ、古い伝統のある風洞から温泉が発見されたという開湯伝説がある。現在の温泉は、1986年7月31日に深さ1,200mから湧出したものである。

## アクセス
- 鉄道 : JR西日本氷見線氷見駅よりバスで約15分[1]。
- バス：加越能バス「わくライナー」利用で七尾線七尾駅より約30分、北陸新幹線新高岡駅より約50分。
- 車：能越自動車道灘浦ICより約5分。